# Isaac Ruddell
Stotnik Isaac Ruddell (1737 – januar 1812) je bil ameriški častnik na meji zvezne države Virginije v 18. stoletju med ameriško revolucionarno vojno in pionir Kentuckyja.